# 槐古大桥
31°34′29″N 120°18′27″E / 31.57468°N 120.30746°E
槐古大桥，是位于中华人民共和国江苏省无锡市梁溪区的一座大桥，跨京杭大运河支流、无锡环城河。

## 特点
槐古大桥为学前东路上跨越古运河的一座新建桥梁，桥长325.25米，共16孔（3个桥台、14个桥墩），桥墩为钻孔桩基础、结构为钢筋混凝土预应力T梁。桥面总宽度32.28米。其中车行道宽22米，两侧人行道各宽1.5米，管线空间各宽3.64米。1995年4月6日正式动工，12月14日竣工，工程造价2612.78万元人民币。与此同时，学前东路也完成通车，连接无锡市中心与312国道，缓解当时东门立交桥及人民东路的交通拥挤问题。